# Arsiero
Arsiero település Olaszországban, Veneto régióban, Vicenza megyében. Lakosainak száma 3021 fő (2023. január 1.). Arsiero Cogollo del Cengio, Lastebasse, Tonezza del Cimone, Valdastico, Velo d'Astico, Laghi és Posina községekkel határos.

## Népesség
A település népességének változása:
| Lakosok száma | 3130 | 3147 | 3021 |
|               | 2017 | 2018 | 2023 |